# Eurhadina rubrivittata
Eurhadina rubrivittata är en insektsart som beskrevs av Chiang, Hsu och Knight 1989. Eurhadina rubrivittata ingår i släktet Eurhadina och familjen dvärgstritar.
Artens utbredningsområde är Taiwan. Inga underarter finns listade i Catalogue of Life.